# Hamar Station
Hamar Station (Hamar stasjon) er en jernbanestation på Dovrebanen og Rørosbanen, der ligger i byen Hamar i Norge. Stationen består af et større sporterræn, tre perroner og en stationsbygning i pudset tegl. Desuden er der en busterminal og en større parkeringsplads. Stationen ligger med udsigt over Mjøsa, der med 365 km² er Norges største indsø. Derudover ligger Norsk Jernbanemuseum ca. 2 km fra stationen.

## Historie
Stationen åbnede 23. juni 1862 som endestation for den første del af den nuværende Rørosbanen til Grundset. I den forbindelse blev der opført en stationsbygning i træ efter tegninger af arkitekten Georg Andreas Bull. 11. oktober 1880 åbnedes banen mellem Eidsvoll og Hamar. I den anledning blev der opført en større stationsbygning, også af træ, efter tegninger af Balthazar Lange. 25. september 1894 forlængedes banen videre mod nord til Tretten. Tre år efter fik Hamar sin nuværende stationsbygning i pudset tegl, der blev opført efter tegninger af Paul Due. Due tegnede også restauranten, der blev opført syd stationsbygningen ved samme lejlighed.
Stationsbygningen regnes som det vigtigste af Paul Dues arbejder. Den er monumentalt udformet med et markant midterparti, hvor et stort buemotiv udgør det kompositoriske hovedelement, både på facaden ud mod byen og mod perronen. Stationsbygningen har en overvejende symmetrisk udformning, der dog brydes af et trappehus i nord. Bygningen er udført i en rig hannoveriansk stil med elementer fra nyrenæssance og middelalder. De dominerende ornamentale elementer er nygotiske, men der er også benytter nyromanske elementer. Stueetagen er indrettet til brug for passagerer og personale, mens førstesalen oprindeligt var indrettet med to store lejligheder.
Hamar Station havde tidligere en stor betydning som transportknudepunkt i området med jernbaner i tre retninger foruden den nærliggende indsø Mjøsa, hvorpå der kunne ske videre transport med dampskib. I 1895 etableredes Hamar Jernstøberi og Mekaniske Verksted på området syd for stationen, hvor der fra 1901 blev produceret omkring 200 lokomotiver. På selve stationen ligger der et større jernbaneværksted. Stationsområdet omfatter desuden mere end 25 spor, der traditionelt er blevet benyttet af godstrafikken. I nyere tid har man dog diskuteret nytten af dem, da godstrafikken efterhånden er mindsket betydeligt, og fordi byudviklingen har øget behovet for byggegrunde.
Stationsbygningen og perronområdet blev moderniseret i 1993, forud for Vinter-OL 1994. Stationsbygningen gennemgik en omfattende restaurering efter Paul Dues oprindelige tegninger. Samtidig blev der bygget perrontag, gangbro og tunnel under det første spor med elevator for handicappede. Desuden blev det gamle pakhus længere mod syd revet ned og erstattet af en busterminal og langtidsparkering.